# Culicoides circumbasalis
Culicoides circumbasalis är en tvåvingeart som beskrevs av Tokunaga 1959. Culicoides circumbasalis ingår i släktet Culicoides och familjen svidknott. Inga underarter finns listade i Catalogue of Life.